# Wilder Medina
Wilder Andres Medina Tamayo (Puerto Nare, 21 de fevereiro de 1981) é um ex-futebolista colombiano que atuava como atacante.
Medina foi penalizado em 2011 a uma ano de suspensão do esporte devido a utilização de substâncias proibidas.